# Saga (komiks)
Saga – amerykańska seria komiksowa autorstwa Briana K. Vaughana (scenariusz) i Fiony Staples (rysunki).

## Publikacja
Pierwszy numer Sagi ukazał się w marcu 2012 nakładem wydawnictwa Image Comics. Seria publikowana jest w formie miesięcznika z kilkunastotygodniową przerwą co sześć numerów. Staples zasugerowała, że przewiduje, iż Saga będzie docelowo liczyła 108 numerów. W lipcu 2018, po publikacji 54. zeszytu, wydawanie Sagi zawieszono na czas nieokreślony po tym, jak duet autorski oświadczył, że potrzebuje odpoczynku przed powrotem do jej tworzenia. Powrót regularnej publikacji nastąpił w styczniu 2022.
Po polsku Sagę wydaje Mucha Comics od 2014 w formie zbiorczych tomów.

## Fabuła
Saga określana jest jako połączenie Gwiezdnych wojen z Władcą Pierścieni, wskazuje się też na jej nawiązana do Romea i Julii. Fabuła serii osadzona jest w konwencjach space opery i fantasy. Opowiada o miłości dwojga młodych przedstawicieli walczących ze sobą ras, Alany i Marka, którzy ukrywają się przed władzami obu stron galaktycznej wojny, jednocześnie starając się wychować córeczkę Hazel – narratorkę opowieści.

## Tomy zbiorcze
| Tom | Wydanie polskie            | Wydanie oryginalne         | Zeszyty zebrane w tomie |
| --- | -------------------------- | -------------------------- | ----------------------- |
| 1   | Saga: Tom pierwszy (2014)  | Saga: Volume One (2012)    | Saga #1–6               |
| 2   | Saga: Tom drugi (2015)     | Saga: Volume Two (2013)    | Saga #7–12              |
| 3   | Saga: Tom trzeci (2015)    | Saga: Volume Three (2014)  | Saga #13–18             |
| 4   | Saga: Tom czwarty (2016)   | Saga: Volume Four (2014)   | Saga #19–24             |
| 5   | Saga: Tom piąty (2016)     | Saga: Volume Five (2015)   | Saga #25–30             |
| 6   | Saga: Tom szósty (2017)    | Saga: Volume Six (2016)    | Saga #31–36             |
| 7   | Saga: Tom siódmy (2017)    | Saga: Volume Seven (2017)  | Saga #37–42             |
| 8   | Saga: Tom ósmy (2018)      | Saga: Volume Eight (2018)  | Saga #43–48             |
| 9   | Saga: Tom dziewiąty (2019) | Saga: Volume Nine (2018)   | Saga #49–54             |
| 10  | Saga: Tom dziesiąty (2022) | Saga: Volume Ten (2022)    | Saga #55–60             |
| 11  | Saga: Tom jedenasty (2024) | Saga: Volume Eleven (2023) | Saga #61–66             |
| 12  | Saga: Tom dwunasty (2025)  | Saga: Volume Twelve (2025) | Saga #67–72             |

## Nagrody
Saga otrzymała pozytywne recenzje i zdobyła liczne nagrody, w tym Nagrody Eisnera za najlepszą serię komiksową w 2013, 2014, 2015 i 2017. W 2013 autorów sagi uhonorowano Nagrodą Hugo za najlepszą opowieść rysunkową oraz wyróżniono siedmioma nominacjami do Nagród Harveya. W 2017 tom szósty otrzymał nominację do nagrody za najlepszy komiks na 44. Międzynarodowym Festiwalu Komiksu w Angoulême.